# Hans Väth
Hans Väth (* 23. Februar 1897 in Geislingen an der Steige; † 5. März 1950 in Gelsenkirchen) war ein deutscher Industriearchitekt.

## Leben und Wirken

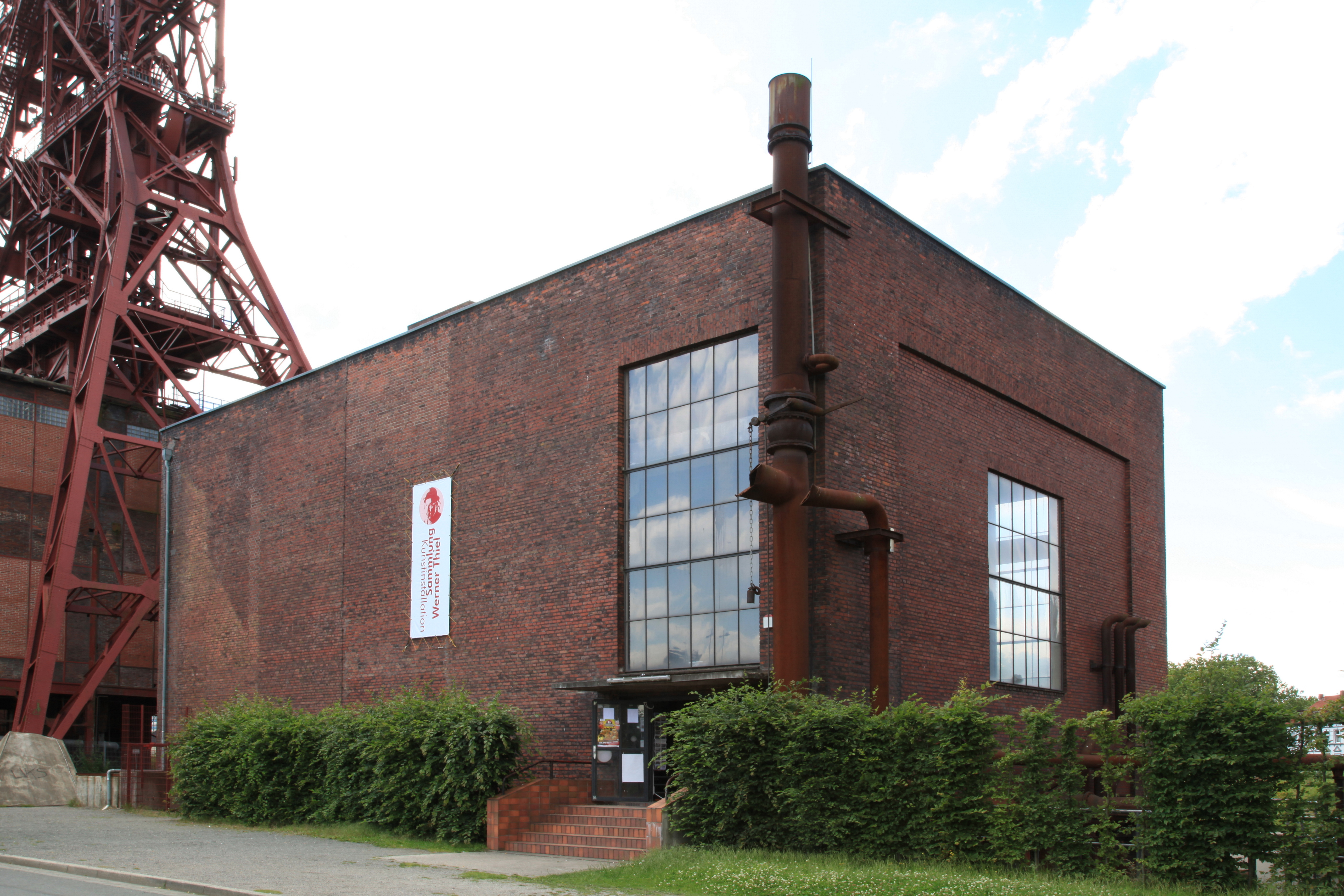
Nördliches Maschinenhaus am Schacht 9 der Zeche Consolidation, entworfen von Hans Väth, 1937

1918 bis 1921 studierte Väth an der Technischen Hochschule Stuttgart bei Paul Bonatz und Paul Schmitthenner das Fach Architektur. Nach dem Studium trat er als Architekt in die Bauabteilung der Gelsenkirchener Bergwerks-AG ein. Ab 1927 arbeitete er für die Bergbau-Gruppe Dortmund der Vereinigten Stahlwerke AG, ab 1928 für die Bauabteilung der Mannesmannröhren-Werke, Abteilung Bergwerke, in Gelsenkirchen. 1929 promovierte er mit der Dissertation Zechenbauten über Tage an der Technischen Hochschule Braunschweig. Im gleichen Jahr erfolgte seine Ernennung zum Regierungsbaumeister (Bauassessor). 1935 übernahm Väth die Leitung der gesamten Bauabteilung der Mannesmannröhren-Werke. Zahlreiche Baumaßnahmen der Zeche Consolidation in Gelsenkirchen, der Heinrich-Bierwes-Hütte in Duisburg-Huckingen (heute Duisburg-Hüttenheim) und weiterer Standorte des Unternehmens fielen in seinen Verantwortungsbereich, unter anderem ein 1935/1936 errichtetes Hauptgebäude für ein Mannesmann-Forschungsinstitut in Huckingen und ein dort im gleichen Zeitraum gebautes Walzwerk sowie Bauten für die Glückauf-Kampfbahn des FC Schalke 04. Auch der Bau von Wohnhäusern gehörte zu seinen Aufgaben. In dem Industriefilm Mannesmann (1936/1937) heroisierte der Propaganda- und Dokumentarfilmer Walter Ruttmann neue Fabrikgebäude des Unternehmens. In den Jahren 1937 bis 1938 erweiterte Väth das Mannesmann-Haus in Düsseldorf durch einen fünfgeschossigen Anbau an der Berger Allee 23, der zur Unterscheidung vom Haupthaus („Behrensbau“) heute auch „Väthbau“ genannt wird. Dabei stimmte er die Planung 1936/1937 mit dem fast 70-jährigen Peter Behrens ab, der das Mannesmann-Haus 1911/1912 errichtet hatte und selbst noch Änderungen an Väths Entwurf vornahm. In den Jahren 1938 bis 1941 war Väth mit der Planung eines Verwaltungsgebäudes der Mannesmannröhren-Werke an der Ost-West-Achse in Berlin befasst (Berliner Straße / Marchstraße, heute Ernst-Reuter-Platz). Der Generalbauinspektor für die Reichshauptstadt Albert Speer beauftragte verschiedene Architekten, um den schlicht gehaltenen Entwurf Väths gegen den teils vehementen Widerstand der Mannesmannröhren-Werke wiederholt überarbeiten zu lassen. Wie bei Egon Eiermann, Fritz Schupp und Martin Kremmer zeigt Väths Architektur die Fortsetzung der sachlichen Gestaltungsprinzipien des Neuen Bauens bei Industriebauten in der Zeit des Nationalsozialismus. Die Stadt Gelsenkirchen ehrte Väth durch Benennung der Väthstraße im Ortsteil Schalke.

## Schriften
- Hans Väth: Zechenbauten über Tage. Dissertation, Technische Hochschule Braunschweig 1929, eingereicht 1928, mit einem Vorwort von Lars Büttner, Bochum 2005; ruhr-uni-bochum.de (PDF; 1,3 MB).
- Neuere Bauten der Mannesmannröhren-Werke. In: Zentralblatt der Bauverwaltung. Nr. 9, 1931, S. 390–391 (zlb.de).